# World Games 2017/Teilnehmer (Chile)
| Gelbes Symbol für Goldmedaillen mit stilisierten Olympischen Ringen | Graues Symbol für Silbermedaillen mit stilisierten Olympischen Ringen | Braundes Symbol für Bronzemedaillen mit stilisierten Olympischen Ringen |
| ------------------------------------------------------------------- | --------------------------------------------------------------------- | ----------------------------------------------------------------------- |
| 1                                                                   | 1                                                                     | 3                                                                       |

Chile nahm in Breslau an den World Games 2017 teil. Die chilenische Delegation bestand aus 26 Athleten.

## Medaillengewinner

### Gold
| Name       | Sportart            | Wettkampf               |
| ---------- | ------------------- | ----------------------- |
| Maria Moya | Inline-Speedskating | 200 m Zeitfahren Straße |

### Silber
| Name            | Sportart  | Wettkampf |
| --------------- | --------- | --------- |
| Rodrigo Miranda | Wasserski | Sprung    |

### Bronze
| Name                       | Sportart            | Wettkampf          |
| -------------------------- | ------------------- | ------------------ |
| Alejandro Traslavina Lopez | Inline-Speedskating | 1000 m Sprint Bahn |
| Lucas Silva Santibanez     | Inline-Speedskating | 500 m Sprint Bahn  |
| Valentina Gonzalez         | Wasserski           | Trickfahren        |

## Teilnehmer nach Sportarten

### Billard
| Athleten         | Wettbewerb | Achtelfinale | Achtelfinale | Viertelfinale | Viertelfinale | Halbfinale    | Halbfinale    | Finale / Platz 3 | Finale / Platz 3 | Rang          |
| Athleten         | Wettbewerb | Gegner       | Ergebnis     | Gegner        | Ergebnis      | Gegner        | Ergebnis      | Gegner           | Ergebnis         | Rang          |
| ---------------- | ---------- | ------------ | ------------ | ------------- | ------------- | ------------- | ------------- | ---------------- | ---------------- | ------------- |
| Männer           |            |              |              |               |               |               |               |                  |                  |               |
| Alejandro Zulliy | 9-Ball     | Jayson Shaw  | 8:11         | ausgeschieden | ausgeschieden | ausgeschieden | ausgeschieden | ausgeschieden    | ausgeschieden    | ausgeschieden |

### Boules
| Athleten                                        | Wettbewerb             | Qualifikation                     | Qualifikation | Halbfinale    | Halbfinale    | Finale           | Finale           | Rang          |
| Athleten                                        | Wettbewerb             | Punkte                            | Rang          | Gegner        | Ergebnis      | Punkte           | Rang             | Rang          |
| ----------------------------------------------- | ---------------------- | --------------------------------- | ------------- | ------------- | ------------- | ---------------- | ---------------- | ------------- |
| Frauen                                          |                        |                                   |               |               |               |                  |                  |               |
| Sabrina Polito Molina                           | Präzisions-Schießspiel | 33                                | 2             |               |               | 7                | 4                | 4             |
| Melisa Polito Molina                            | Schießspiel            | 40                                | 8             | abgesagt      | abgesagt      | abgesagt         | abgesagt         | 8             |
| Männer                                          |                        |                                   |               |               |               |                  |                  |               |
| Franco Barbano Arenas                           | Schießspiel            | 53                                | 6             | abgesagt      | abgesagt      | abgesagt         | abgesagt         | 6             |
| Athleten                                        | Wettbewerb             | Vorrunde                          | Vorrunde      | Halbfinale    | Halbfinale    | Finale / Platz 3 | Finale / Platz 3 | Rang          |
| Athleten                                        | Wettbewerb             | Gegner                            | Ergebnis      | Gegner        | Ergebnis      | Gegner           | Ergebnis         | Rang          |
| Rodolfo Galvez Monsalve                         | Raffa Einzel           | abgesagt                          | abgesagt      | abgesagt      | abgesagt      | abgesagt         | abgesagt         | abgesagt      |
| Aldo Bavestrello Sturla Rodolfo Galvez Monsalve | Raffa Doppel           | Enrico Dall’Olmo / Jacopo Frisoni | 9:12          | ausgeschieden | ausgeschieden | ausgeschieden    | ausgeschieden    | ausgeschieden |
| Aldo Bavestrello Sturla Rodolfo Galvez Monsalve | Raffa Doppel           | John Liberto / Chris Cardello     | 12:9          | ausgeschieden | ausgeschieden | ausgeschieden    | ausgeschieden    | ausgeschieden |
| Aldo Bavestrello Sturla Rodolfo Galvez Monsalve | Raffa Doppel           | Enrico Dall’Olmo / Jacopo Frisoni | 6:12          | ausgeschieden | ausgeschieden | ausgeschieden    | ausgeschieden    | ausgeschieden |

### Faustball
| Wettbewerb       | Männer |
| ---------------- | --- |
| Athleten         | Matias Araya Jorge Wellmann Christian Wellmann Cristian Marcos Alvaro Mödinger Cristobal Mödinger Eduardo Mödinger Rodrigo Böttger Felipe Bucarey Joaquin Werner                                        |
| Gruppenphase     | Österreich 2:3 (11:8, 11:9, 9:11, 8:11, 5:11) Schweiz 0:3 (4:11, 3:11, 8:11) Deutschland 0:3 (9:11, 4:11, 0:11) Brasilien 2:3 (12:10, 11:13, 11:8, 7:11, 5:11) Argentinien 1:3 (4:11, 8:11, 11:6, 9:11) |
| Halbfinale       | ausgeschieden |
| Spiel um Platz 5 | Argentinien 3:0 (11:5, 11:9, 11:7) |
| Platzierung      | 5 |

### Inline-Speedskating

#### Bahn
| Athleten                   | Wettbewerb           | Qualifikation | Qualifikation | Viertelfinale    | Viertelfinale    | Halbfinale       | Halbfinale       | Finale           | Finale           | Rang             |
| Athleten                   | Wettbewerb           | Zeit          | Rang          | Zeit             | Rang             | Zeit             | Rang             | Zeit/Punkte      | Rang             | Rang             |
| -------------------------- | -------------------- | ------------- | ------------- | ---------------- | ---------------- | ---------------- | ---------------- | ---------------- | ---------------- | ---------------- |
| Frauen                     |                      |               |               |                  |                  |                  |                  |                  |                  |                  |
| Maria Moya                 | 300 m Zeitfahren     | 26,910 s      | 4             | –                | –                | –                | –                | 26,738 s         | 4                | 4                |
| Maria Moya                 | 500 m Sprint         | –             | –             | 45,311 s         | 4                | ausgeschieden    | ausgeschieden    | ausgeschieden    | ausgeschieden    | ausgeschieden    |
| Alejandro Traslavina Lopez | 500 m Sprint         | –             | –             | nicht angetreten | nicht angetreten | nicht angetreten | nicht angetreten | nicht angetreten | nicht angetreten | nicht angetreten |
| Maria Moya                 | 1000 m Sprint        | –             | –             | nicht angetreten | nicht angetreten | nicht angetreten | nicht angetreten | nicht angetreten | nicht angetreten | nicht angetreten |
| Alejandro Traslavina Lopez | 1000 m Sprint        | –             | –             | 1:30,425 min     | 15               | 1:29,954 min     | 6                | 1:31,903 min     | 3                | Bronze           |
| Alejandro Traslavina Lopez | 10000 m Punkterennen | –             | –             | –                | –                | –                | –                | 2 Punkte         | 6                | 6                |
| Alejandro Traslavina Lopez | 15000 m Rennen       | –             | –             | –                | –                | –                | –                | ausgeschieden    | ausgeschieden    | ausgeschieden    |
| Männer                     |                      |               |               |                  |                  |                  |                  |                  |                  |                  |
| Lucas Silva Santibanez     | 300 m Zeitfahren     | 24,645 s      | 6             | –                | –                | –                | –                | 24,738 s         | 5                | 5                |
| Lucas Silva Santibanez     | 500 m Sprint         | –             | –             | 41,990 s         | 2                | 41,422 s         | 1                | 41,905 s         | 3                | Bronze           |
| Lucas Silva Santibanez     | 1000 m Sprint        | –             | –             | nicht angetreten | nicht angetreten | nicht angetreten | nicht angetreten | nicht angetreten | nicht angetreten | nicht angetreten |

#### Straße
| Athleten                   | Wettbewerb           | Qualifikation | Qualifikation | Viertelfinale | Viertelfinale | Halbfinale    | Halbfinale    | Finale           | Finale           | Rang             |
| Athleten                   | Wettbewerb           | Zeit          | Rang          | Zeit          | Rang          | Zeit          | Rang          | Zeit/Punkte      | Rang             | Rang             |
| -------------------------- | -------------------- | ------------- | ------------- | ------------- | ------------- | ------------- | ------------- | ---------------- | ---------------- | ---------------- |
| Frauen                     |                      |               |               |               |               |               |               |                  |                  |                  |
| Maria Moya                 | 200 m Zeitfahren     | 18,869 s      | 1             | –             | –             | –             | –             | 18,840 s         | 1                | Gold             |
| Maria Moya                 | 500 m Sprint         | ausgeschieden | ausgeschieden | ausgeschieden | ausgeschieden | ausgeschieden | ausgeschieden | ausgeschieden    | ausgeschieden    | ausgeschieden    |
| Alejandro Traslavina Lopez | 500 m Sprint         | ausgeschieden | ausgeschieden | ausgeschieden | ausgeschieden | ausgeschieden | ausgeschieden | ausgeschieden    | ausgeschieden    | ausgeschieden    |
| Catherinne Penan Paillacar | 10000 m Punkterennen | –             | –             | –             | –             | –             | –             | 1 Punkt          | 9                | 9                |
| Alejandro Traslavina Lopez | 10000 m Punkterennen | –             | –             | –             | –             | –             | –             | 0 Punkte         | 14               | 14               |
| Catherinne Penan Paillacar | 20000 m Rennen       | –             | –             | –             | –             | –             | –             | nicht angetreten | nicht angetreten | nicht angetreten |
| Alejandro Traslavina Lopez | 20000 m Rennen       | –             | –             | –             | –             | –             | –             | ausgeschieden    | ausgeschieden    | ausgeschieden    |
| Männer                     |                      |               |               |               |               |               |               |                  |                  |                  |
| Emanuelle Silva Santibanez | 200 m Zeitfahren     | 17,048 s      | 5             | –             | –             | –             | –             | 17,327 s         | 8                | 8                |
| Lucas Silva Santibanez     | 200 m Zeitfahren     | 17,838 s      | 12            | –             | –             | –             | –             | 17,911 s         | 12               | 12               |
| Emanuelle Silva Santibanez | 500 m Sprint         | 46,367 s      | 2             | 45,117 s      | 1             | 52,616 s      | 4             | ausgeschieden    | ausgeschieden    | ausgeschieden    |
| Rolando Ossandon           | 10000 m Punkterennen | –             | –             | –             | –             | –             | –             | 0 Punkte         | ausgeschieden    | ausgeschieden    |
| Rolando Ossandon           | 20000 m Rennen       | –             | –             | –             | –             | –             | –             | ausgeschieden    | ausgeschieden    | ausgeschieden    |

### Karate
| Athleten     | Wettbewerb    | Vorrunde       | Vorrunde | Vorrunde        | Vorrunde | Vorrunde         | Vorrunde | Halbfinale    | Halbfinale    | Finale / Platz 3 | Finale / Platz 3 | Rang          |
| Athleten     | Wettbewerb    | Gegner         | Ergebnis | Gegner          | Ergebnis | Gegner           | Ergebnis | Gegner        | Ergebnis      | Gegner           | Ergebnis         | Rang          |
| ------------ | ------------- | -------------- | -------- | --------------- | -------- | ---------------- | -------- | ------------- | ------------- | ---------------- | ---------------- | ------------- |
| Männer       |               |                |          |                 |          |                  |          |               |               |                  |                  |               |
| Michal Babos | Kumite +84 kg | Jonathan Horne | 0:8      | Sajad Ganjzadeh | 3:4      | Hideyoshi Kagawa | 8:0      | ausgeschieden | ausgeschieden | ausgeschieden    | ausgeschieden    | ausgeschieden |

### Rollschuhkunstlauf
| Athleten          | Wettbewerb | Short Programm | Long Programm | Rang |
| ----------------- | ---------- | -------------- | ------------- | ---- |
| Frauen            |            |                |               |      |
| Francisca Cabrera | Frei       | 74.700         | 291.600       | 6    |

### Wasserski
| Athleten           | Wettbewerb  | Qualifikation | Qualifikation | Finale   | Finale | Rang   |
| Athleten           | Wettbewerb  | Ergebnis      | Rang          | Ergebnis | Rang   | Rang   |
| ------------------ | ----------- | ------------- | ------------- | -------- | ------ | ------ |
| Frauen             |             |               |               |          |        |        |
| Valentina Gonzalez | Trickfahren | 6070          | 5             | 3970     | 6      | Bronze |
| Männer             |             |               |               |          |        |        |
| Rodrigo Miranda    | Sprung      | 58,4 m        | 7             | 62,8 m   | 2      | Silber |